# محسن عباسی (کشتی‌گیر)
محسن عباسی (زاده ۱ فروردین ۱۳۷۱) کشتی‌گیر اهل ایران است. وی علاوه بر چندین قهرمانی در کشور، در سال ۲۰۱۱ به اردو تیم ملی کشتی‌آزاد دعوت شد. از افتخارات وی می‌توان به کسب مدال برنز مسابقات کشتی آزاد جام سیراکف بلغارستان ۲۰۱۲ اشاره کرد.

## افتخارات
- کسب مدال برنز در مسابقات جام سیراکف بلغارستان در وزن ۷۴ کیلوگرم در سال ۲۰۱۲.[۶]
- کسب مدال برنز در مسابقات جام پیستی رومانی در وزن ۷۴ کیلوگرم در سال ۲۰۱۲.[۷]
- نفر اول مسابقات انتخابی تیم ملی کشتی ساحلی کشور در وزن ۸۰- کیلوگرم در سال ۱۳۹۳[۸] و نفر سوم در سال ۱۳۹۷.[۹]
- ۷ دوره قهرمانی در کشور.[۱۰]

## تورنمنت‌ها
- عضو تیم ملی کشتی ایران در مسابقات کشتی ساحلی بازی‌های آسیای تایلند در سال ۲۰۱۴.
- حضور در مسابقات بین‌المللی جام سیراکف بلغارستان در سال ۲۰۱۲.[۲]
- حضور در مسابقات بین‌المللی جام پیستی رومانی در سال ۲۰۱۲.[۷]
- حضور در اردو تیم ملی کشتی در مسابقات المپیک لندن در سال ۲۰۱۲.[۱۱][۱۲]
- عضو تیم ملی کشتی در مسابقات جوانان جهان تایلند در سال ۲۰۱۲.[۱۳][۱۴]
- عضو تیم ملی کشتی در مسابقات جام زیلکوفسکی لهستان در سال در سال ۲۰۱۲.[۱۵]
- عضو تیم ملی کشتی در مسابقات آسیایی جاکارتا اندونزی در سال ۲۰۱۱.[۱۶]
- حضور در اردو تیم ملی در مسابقات قهرمانی جهان در سال ۲۰۱۱.
- حضور در اردوهای تیم ملی کشتی ساحلی.[۱۷]
- عضو تیم شهید صدرزاده در لیگ برتر کشتی‌آزاد. [۱۸]